# Parafissurininae
Parafissurininae es una subfamilia de foraminíferos bentónicos de la Familia Ellipsolagenidae, de la Superfamilia Polymorphinoidea, del Suborden Lagenina y del Orden Lagenida. Su rango cronoestratigráfico abarca desde el Eoceno medio hasta la Actualidad.

## Discusión
Clasificaciones previas incluían Parafissurininae en la Superfamilia Nodosarioidea.

## Clasificación
Parafissurininae incluye a los siguientes géneros:
- Cursina
- Irenita
- Parafissurina
- Pseudosolenina
- Solenina
- Ventrostoma
- Walterparria
- Wiesnerina

Otro género considerado en Parafissurininae y clasificado actualmente en otra subfamilia es:
- Pseudofissurina, ahora en la Familia Pseudofissurininae

Otro género considerado en Parafissurininae es:
- Arthurina, aceptado como Ventrostoma